# Wörnersberg
Wörnersberg è un comune tedesco di 249 abitanti, situato nel land del Baden-Württemberg.